# L'estate di Bobby Charlton
L'estate di Bobby Charlton è un film italiano del 1995, diretto da Massimo Guglielmi.
Il personaggio cui si fa riferimento nel titolo è il noto calciatore dell'epoca, protagonista con la nazionale inglese al campionato del mondo 1966.

## Trama
Sud Tirolo, estate 1966. Mentre in Inghilterra si svolge l'atteso campionato mondiale di calcio, Ernesto, contro il parere della moglie, conduce i suoi due figli Enrico e Francesco in Puglia. Durante il viaggio Ernesto ripercorre con la memoria la propria adolescenza vissuta in compagnia del padre, noto docente, che adesso vive con la compagna dato che la moglie non c'è più. In prossimità della loro meta, il gruppetto incontra una pattuglia della Polizia stradale, che informa Ernesto della morte della moglie, deceduta in un incidente stradale mentre cercava di seguirli.